# HMailServer
hMailServer è un software per gestire un mail server in ambiente Windows distribuito con licenza GNU AGPL.
Permette la creazione di account di posta elettronica, alias e mailing list. Attraverso un'interfaccia semplice e intuitiva (anche da web) è possibile gestire tutti gli account (anche in più domini), la firma automatica e lo spazio massimo disponibile.
Supporta i comuni protocolli per e-mail: IMAP, SMTP e POP3.
I dati di configurazione e le e-mail vengono salvate in un database (MySQL, Microsoft SQL Server o PostgreSQL), a scelta dell'utente. Se non si dispone già di un server di database, è possibile installare automaticamente SQL Server Compact. Le singole mail vengono invece salvate come file .eml.
È possibile utilizzare gli account di Active Directory per l'autenticazione. Viene anche fornita una libreria COM per la realizzazione di script di integrazione in altri software. Inoltre può essere interfacciato con l'antivirus open source ClamAV e dispone di filtri anti spam configurabili, basati su whitelist e blacklist e altre tecnologie.
È disponibile in lingua italiana.